# Lysá nad Labem
Lysá nad Labem är en stad i Tjeckien.   Den ligger i regionen Mellersta Böhmen, i den centrala delen av landet, 30 km öster om huvudstaden Prag. Lysá nad Labem ligger 189 meter över havet och antalet invånare är 8 194.
Terrängen runt Lysá nad Labem är platt, och sluttar söderut. Runt Lysá nad Labem är det ganska tätbefolkat, med 75 invånare per kvadratkilometer. Närmaste större samhälle är Brandýs nad Labem-Stará Boleslav, 12,2 km väster om Lysá nad Labem. Trakten runt Lysá nad Labem består till största delen av jordbruksmark.